# 一極体制
一極体制（いっきょくたいせい）、もしくは一極支配（いっきょくしはい）とは、1つの超大国が全世界に圧倒的な影響力をもつ国際社会を指す。

## 歴史
通常はソビエト連邦の崩壊後のアメリカ合衆国を指す事が多い。より狭義には、1991年から2001年までのソ連崩壊からアメリカ同時多発テロ勃発前までの時代に相当する。なお、この期間中もアメリカがGDPにおいて世界のGDPの過半数以上を占めたことは無く、また他国の権力を掌握したことも無い。第二次世界大戦終結後の世界は冷戦と呼ばれるアメリカ合衆国とソビエト連邦による両極体制であった。しかし1991年にソビエト連邦が消滅すると、世界に影響を与える超大国はアメリカのみと化した。
冷戦終結後のアメリカは、1991年の湾岸戦争や2003年のイラク戦争といったポスト冷戦時代における戦争の当事国となり、また、同盟国に多数のアメリカ軍基地を置き、同盟国の政治に影響を与え続けていた。1991年から2001年までの間、グローバリゼーションと称したアメリカの影響力は政治・経済・社会・文化の各面に及んでおり、アメリカニゼーションとも呼ばれている。しかし2000年代後半に入ると、中華人民共和国が超大国を目指し、軍備の増強・近代化を強力に推し進めるようになり、アメリカに待ったをかけている。ロシアは多極的な世界を目指し、アメリカによる一極支配は受け入れないと公言している。アメリカの政治思想の根幹である「自由」と「民主主義」の全世界への拡大を目指すアメリカと、自らの独裁体制を維持しようとし、ならびに資源獲得などを目的に他の独裁国家を支援する中露間の対立を新たな冷戦の始まりと捉える向きもある。
こうした中、アメリカ発の新たな文明の利器であるインターネットが世界中に広く普及した。しかし、アメリカは多国籍企業が世界中で市場のパイを奪い合う大競争時代を作り、自己責任や解雇自由を特徴とするアメリカ型経済システムが世界中に持ち込まれた。この結果、世界中が日銭の世界と化して、不安定雇用の労働者（プレカリアート）が爆発的に増大した。
2009年には敵との対話や国際協調を志向するバラク・オバマが大統領に就任し、2013年には財政難によるデフォルトが起きそうになったり、シリアへの軍事介入の取りやめなどの事件が起き、世界中でいよいよアメリカの没落が始まったとみられた。しかし中国やロシアが近い将来に超大国化しても、今のアメリカの軍事力はアメリカ以外の全ての国を合わせたものよりも勝っているとされ、アメリカの軍事力を覆すことは不可能だと目されており、地球上の7つの海の制海権もアメリカが握っている。これが、アメリカが世界で唯一の超大国と呼ばれた所以であった。

## 「一極体制」以後
アメリカ合衆国は自由放任の資本主義、名目上は民主主義・共和制だが実態は同じ軍事大国路線の二大政党制を特徴とする国家である。ソ連が死滅すると、世界におけるアメリカの影響力が増大した。ただし冷戦末期にはすでにソ連の経済力は西側と大きく差は開いており、またソ連の脅威がなくなったことにより、西側ではアメリカへの依存は減少し、EU主義的な流れも強まった。社会主義国が軒並み没落したことで資本主義の勝利が叫ばれ、新自由主義とも呼ばれる資本主義が世界を席巻するようになった。社会主義国で生き残った国もあるにはあるが、その経済体制は旧来のソ連型社会主義から大きく変容している。アメリカと政治的に距離を置いている中国、ベトナムでも事実上国家資本主義化し、北朝鮮は経済が破綻し事実上の軍事政権に移行、キューバは経済危機と立て直しを繰り返している。
1990年代に各国で新自由主義が敷かれた結果、それまでも存在した格差はさらに拡大し、端的な例としては南米ではストリートチルドレンが激増するなどした。こうして生み出された一国内及び国家間の極端な格差は、反動としてベネズエラなどのいくつかの南米諸国を反米と社会主義に傾けた。それまで親米的であることによって経済的繁栄を享受してきた国々は、冷戦構造下のイデオロギー対立が消滅することによって、かえって経済的危機に陥ることとなった。例として日本では「失われた30年」と呼ばれる停滞期に突入し、韓国やインドネシアなどでは「アジア通貨危機」とそれに伴う失業率の激増に陥った。日本と韓国では中国との経済関係が深まり中国が最大の貿易相手国となる一方、政治的にはさらなる親米路線へと舵を切り、内政においても新自由主義的政策へのシフトを強めた。
また、中華人民共和国は、改革開放により事実上の資本主義体制となっており、アメリカとは友好関係ではないが、世界の工場としてアメリカを始めとする多くの国々の生活用品を生産・輸出している。しかし改革開放の結果、都市部と農村部の莫大な経済格差、貧困層の不満など、不安要素を多数抱えるようになった。ロシアもボリス・エリツィン初代大統領により国際協調を軸とした外交へ舵を切り、急進的な市場経済への改革が進められた結果、アメリカとの関係は良好なものとなったが、国内ではハイパーインフレーション、深刻な物不足を引き起こし、多くの国民を貧困に追いやり通貨危機を招くなど、政権への不満を高める結果となった。ウラジーミル・プーチンが大統領に就任して以降は、親欧米路線を見直し、いわゆる国家資本主義体制の確立と、ロシアの国益を第一とする外交方針へと転換した。

### 資本主義について
冷戦時代の西側諸国の多くはアメリカ型の自由放任型の資本主義体制ではなく、ケインズ主義やコーポラティズムとも呼ばれる協調的・混合経済的な資本主義体制であった点に注意すべきである。ネオコンの雄であるアメリカの政治家ジョン・ボルトンは、過激な反米姿勢で知られるベネズエラの大統領ウゴ・チャベスについて、「チャベスこそ言論の自由を国民に与えていない」「言論の自由を行使するなら、ニューヨークのセントラル・パークへ行って好きなだけ喋ればいい」と批判している。

### 世界金融危機以降
アメリカ合衆国による一極支配がリーマン・ショック（9月15日）と第1回G20首脳会議（11月14日）が起こった2008年に終わり、現在までの世界が多極体制（多極化）へと変わっていることが、2010年代に入って以降指摘されている。これは、言い換えると現代の始まりを2008年とする見解である。これらの根拠としては、2013年に行われる予定であったシリアへの軍事介入の中止、アメリカ政府の財政悪化、親密な関係にある欧州の経済危機などが挙げられている。一方、シェールガス革命や民主主義に代わる価値観の不在などを理由に、アメリカはこれからも世界をリードする超大国であり続けると主張する拝米主義者もいたが、シェールガス革命はアメリカの救世主とはなりえなかった。
子ブッシュ政権下で活発だったネオコンの衰退は事実であり、2009年に発足したバラク・オバマ政権下のアメリカ政府の外交政策も、子ブッシュ政権から大きく変化していることは確かである。アメリカの2015年会計年度国防予算は、緊縮財政と国内の厭戦気運を反映し、大幅に予算が削減されて部隊も削減されることになった。また、2016年アメリカ合衆国大統領選挙でも、ネオコンや新自由主義に否定的なバーニー・サンダースやドナルド・トランプが躍進を見せ、結果として排外的で保護主義を主張するドナルド・トランプが当選した。日本では産経新聞など親米保守メディアを中心にオバマ政権をかねてから「内向き」などと批判しているが、今までのアメリカのやりたい放題がようやく終わり、新しい世界体制がやってくる第一歩という逆の見方もある。